# NGC 5810
NGC 5810 é uma galáxia espiral barrada (SBb) localizada na direcção da constelação de Libra. Possui uma declinação de -17° 52' 06" e uma ascensão recta de 15 horas, 02 minutos e 42,5 segundos.
A galáxia NGC 5810 foi descoberta em 1886 por Ormond Stone.